# Thuridilla
Thuridilla is een geslacht van weekdieren uit de klasse van de Gastropoda (slakken).

## Soorten
- Thuridilla albopustulosa Gosliner, 1995
- Thuridilla carlsoni Gosliner, 1995
- Thuridilla coerulea (Kelaart, 1857)
- Thuridilla decorata (Heller & Thompson, 1983)
- Thuridilla flavomaculata Gosliner, 1995
- Thuridilla gracilis (Risbec, 1928)
- Thuridilla hoffae Gosliner, 1995
- Thuridilla hopei (Vérany, 1853)
- Thuridilla indopacifica Gosliner, 1995
- Thuridilla kathae Gosliner, 1995
- Thuridilla lineolata (Bergh, 1905)
- Thuridilla livida (Baba, 1955)
- Thuridilla malaquita Ortea & Buske, 2014
- Thuridilla mazda Ortea & Espinosa, 2000
- Thuridilla moebii (Bergh, 1888)
- Thuridilla multimarginata Gosliner, 1995
- Thuridilla neona Gosliner, 1995
- Thuridilla picta (A. E. Verrill, 1901)
- Thuridilla splendens (Baba, 1949)
- Thuridilla thysanopoda (Bergh, 1905)
- Thuridilla undula Gosliner, 1995
- Thuridilla vataae (Risbec, 1928)
- Thuridilla virgata (Bergh, 1888)